# 4394 Fritzheide
4394 Fritzheide је астероид главног астероидног појаса чија средња удаљеност од Сунца износи 2,248 астрономских јединица (АЈ).
Апсолутна магнитуда астероида је 15,3.